# Gâmbia nos Jogos Olímpicos de Verão de 2008
A Gâmbia competiu nos Jogos Olímpicos de Verão de 2008, em Pequim, na China. O país estreou nos jogos em 1984 e esta foi sua 7ª participação.

## Desempenho

### Atletismo
Masculino
| Atleta          | Evento     | Preliminares | Preliminares | Quartas     | Quartas     | Semifinal   | Semifinal   | Final       | Final       |
| Atleta          | Evento     | Marca        | Posição      | Marca       | Posição     | Marca       | Posição     | Marca       | Posição     |
| --------------- | ---------- | ------------ | ------------ | ----------- | ----------- | ----------- | ----------- | ----------- | ----------- |
| Suwaibou Sanneh | 100 metros | 10s52        | 47º          | Não avançou | Não avançou | Não avançou | Não avançou | Não avançou | Não avançou |

Feminino
| Atleta       | Evento     | Preliminares | Preliminares | Quartas     | Quartas     | Semifinal   | Semifinal   | Final       | Final       |
| Atleta       | Evento     | Marca        | Posição      | Marca       | Posição     | Marca       | Posição     | Marca       | Posição     |
| ------------ | ---------- | ------------ | ------------ | ----------- | ----------- | ----------- | ----------- | ----------- | ----------- |
| Fatou Tiyana | 100 metros | 12s25        | 58º          | Não avançou | Não avançou | Não avançou | Não avançou | Não avançou | Não avançou |

### Boxe
| Atletas    | Evento     | Fase de 32             | Oitavas                | Quartas                | Semifinais             | Final                  |
| Atletas    | Evento     | Adversário e resultado | Adversário e resultado | Adversário e resultado | Adversário e resultado | Adversário e resultado |
| ---------- | ---------- | ---------------------- | ---------------------- | ---------------------- | ---------------------- | ---------------------- |
| Badou Jack | Peso médio | IND V. Kumar D 2-13    | Não avançou            | Não avançou            | Não avançou            | Não avançou            |